# 中哈克尼
中哈克尼（英語：Hackney Central）是倫敦的一個地區，位於哈克尼倫敦自治市。這一地區曾是農村地區，現在則是一個醫療中心。二戰之後這裡修建了眾多住宅，但最近喬治亞住宅和維多利亞住宅再次開始流行。